# 内蒙古鸿德文理学院
内蒙古鸿德文理学院是中华人民共和国内蒙古自治区的一所全日制民办大学，位于自治区首府呼和浩特市，由鸿创科教有限责任公司负责管理。其前身为内蒙古师范大学的独立学院鸿德学院，2020年脱离师范大学，成为独立建制的大学。